# Baptista de Andrade
Baptista de Andrade (* 27. März 1811; † 26. Februar 1902) war ein Admiral der portugiesischen Marine. Nach ihm wurde im 20. Jahrhundert das Typschiff der Baptista-de-Andrade-Klasse benannt.
Im Jahre 1890 wurde er zum Flottenchef ernannt und nach zwei Jahren wurde er stellvertretender Vorsitzender der Admiralität.
| Personendaten    | Personendaten                      |
| ---------------- | ---------------------------------- |
| NAME             | Andrade, Baptista de               |
| KURZBESCHREIBUNG | Admiral der portugiesischen Marine |
| GEBURTSDATUM     | 27. März 1811                      |
| STERBEDATUM      | 26. Februar 1902                   |